# Mise en relief
La mise en relief est une notion linguistique inventée par Harald Weinrich. Ce terme est inspiré de la plus commune mise en relief en rhétorique, utilisée lorsque le locuteur veut insister sur ce qu'il dit.
En linguistique, le terme est assez différent. Pour Harald Weinrich, il y a mise en relief quand il y a alternance de deux temps tels que le passé simple et l'imparfait. L'imparfait sert à la description du second plan, du décor en quelque sorte, tandis que le passé simple est privilégié pour les actions de premier plan.
L'auteur prend beaucoup d'exemples dans la littérature. Il distingue ainsi deux plans dans ce passage du Lit 29 de Guy de Maupassant. Tout d'abord, l'arrière plan introductif :
« Quand le capitaine Épivent passait dans la rue, toutes les femmes se retournaient. Il présentait vraiment le type du bel officier de hussards. »
puis le premier plan aux contours nets :
« Or, en 1868, son régiment, le 102e hussards, vint tenir garnison à Rouen. »
Le lecteur croit alors que l'action principale est engagée : le capitaine Épivent va séduire une jeune femme de Rouen. C'est une fausse piste, comme le montre la mise en relief suivante, où le passage à l'imparfait renvoie l'action principale à l'arrière-plan :
« Elle le vit, se montra, sourit.
Le soir même il était son amant. »
L'action qu'on croyait importante est ainsi reléguée au second plan (parodie de rencontre amoureuse). Le lecteur sait dès lors que la suite de l'œuvre sera moins conventionnelle que ce que lui laissait supposer l'introduction de cette nouvelle, introduction en effet très classique du point de vue de la mise en relief (le passage au passé simple est une marque très habituelle de l' élément perturbateur dans le schéma quinaire de Paul Larivaille).